# Star Ocean: The Last Hope
Star Ocean: The Last Hope (яп. スターオーシャン4 Сута: О:сян Фо:, Звёздный океан 4) — японская ролевая игра с элементами экшна, пятая игра в серии Star Ocean, четвёртая в основной серии. Игра была разработана студией tri-Ace и издана Square Enix изначально для платформы Xbox 360 19 февраля 2009 года в Японии, 23 февраля 2009 года в Северной Америке и 5 июня 2009 года в Европе. Международная версия игры была выпущена эксклюзивно для платформы PlayStation 3 4 февраля 2010 года в Японии, 8 февраля 2010 года в Северной Америке и 12 февраля 2010 года в Европе. Международная версии содержит в себе японское и английское озвучивание, а также дополнительный контент.

## Игровой процесс
Игра представляет собой японскую ролевую игру, большинство игровых аспектов игра переняла от предшественников. Игрок управляет группой из четырёх персонажей, которые путешествуют по игровому миру, сражаются с различными противниками и взаимодействуют с неигровыми персонажами; управление производится от третьего лица. Игрок способен перемещаться по космическому кораблю и ряду планет. В игре нет случайных сражений, при приближении к противнику персонажи переносятся на отдельный экран, где и осуществляется сражение. Сражения в игре происходят в реальном времени, в битве игрок контролирует одного из четырёх персонажей, остальные управляются с помощью ИИ. Игрок может задать стратегию битвы персонажам управляемым ИИ, а также давать им команды и полностью переключаться на управление ими.

## Сюжет
События игры разворачиваются до событий прошлых игр, в 10 SD (примерно 2087 год). После третьей мировой войны, человечество верит что конец близок и пытается найти новый дом для выживания. Члены космической разведывательной группы — Эдж Маверик и Рэйми Сайондзи отправляются в межзвёздное путешествие для поиска новых планет на которых способно жить человечество.

## Отзывы и продажи
| Сводный рейтинг       | Сводный рейтинг                                                          |
| Агрегатор             | Оценка                                                                   |
| --------------------- | ------------------------------------------------------------------------ |
| GameRankings          | PS3: 76,27 % X360: 74,43 %                                               |
| Metacritic            | (PS3) 74/100 (X360) 72/100                                               |
| Иноязычные издания    |                                                                          |
| Издание               | Оценка                                                                   |
| Famitsu               | 34/40 (9, 9, 8, 8)                                                       |
| Game Informer         | 7,0/10                                                                   |
| GamePro               | [ 19 ]                                                                   |
| GameSpot              | (X360) 7,5/10                                                            |
| IGN                   | (X360) 8,0/10                                                            |
| OXM                   | (X360) 8,5/10                                                            |
| TeamXbox              | (X360) 8,5/10                                                            |
| X-Play                | [ 24 ]                                                                   |
| Blast                 | 8,4/10                                                                   |
| PC Advisor            | 4 из 5 звёзд · 4 из 5 звёзд · 4 из 5 звёзд · 4 из 5 звёзд · 4 из 5 звёзд |
| PixlBit               | [ 25 ]                                                                   |
| Русскоязычные издания |                                                                          |
| Издание               | Оценка                                                                   |
| «Страна игр»          | (X360) 8,5/10                                                            |

В общем игра была воспринята критиками лучше, чем другие ролевые игры Square Enix того времени, такие как Infinite Undiscovery и The Last Remnant.
Журнал Famitsu оценил игру в 34/40, с оценками редакторов 9, 9, 8 и 8. Сайт IGN оценил игру в 8 баллов из 10. В обзоре редактор из IGN похвалил хорошую боевую систему, но отметил, что смена дисков во время игры раздражает, и в западной версии игры не хватает возможности включить японское озвучивание. Международную версию IGN оценил в 8,5 баллов, похвалив добавление в игру японского озвучивания и оригинальных портретов. X-Play оценил игру в 4 из 5 баллов, отметив эпичный сюжет, привлекательный от начала игры и до самого конца, система сражений была названа фантастической, комплексной и плавной. X-Play критиковал игру за посредственную игру англоязычных актёров озвучивания и не всегда понятные задания. От TeamXbox игра получила 8,5 из 10 баллов, боевая система была названа сбалансированной и привлекательной. Official Xbox Magazine также оценил игру в 8,5 из 10 баллов, сильными сторонами игры были названы боевая система, квесты и сюжет, слабыми — длинные видеоролики и недостаточное количество точек записи. Российский журнал Страна игр оценил игру в 8,5 из 10 баллов. Похвалу получили сюжет, персонажи, система боя и огромный и разнообразный мир, негативными сторонами были названы отсутствие значительных инноваций, не самая совершенная графика, дизайн персонажей и отсутствие японского озвучивания.
Игра в первые четыре дня в Японии игра продалась в количестве 166 027 копий и заняла третью строчку среди игр для Xbox 360, уступая только Blue Dragon и Tales of Vesperia. С начала продаж The Last Hope была продана в Японии в количестве 208 438 копий и стала самой продаваемой игрой для Xbox 360. По состоянию на 31 мая 2009 года игра была продана по всему миру в количестве 450 000 копий.
Стивен Хоппер из GameZone оценил международную версию игры в 8,5 из 10 баллов, заметив что с японским озвучиванием эта игра определённо заслуживает покупки фанатами жанра, тем не менее отметив и некоторые оставшиеся проблемы версии для Xbox 360.
Редактор сайта PixlBit оценил международную версию игры в 4 из 5 баллов, отметив что в данной версии нет раздражающей смены дисков, но есть оригинальное озвучивание и различные улучшения, поэтому выбор в пользу этой версии он назвал очевидным.
Ресурс 1UP поставил оригинальной версии игры B-, а международной B, отметив возможность использования в международной версии оригинального озвучивания, более яркое оформление меню и портреты персонажей в стиле аниме.